# Venitus dentipes
Venitus dentipes is een krabbensoort uit de familie van de Macrophthalmidae. De wetenschappelijke naam van de soort is voor het eerst geldig gepubliceerd in 1836 door Lucas, in Guérin Méneville.